# Jacques Mesrine : profession ennemi public
Pour plus de détails, voir Fiche technique et Distribution.
Jacques Mesrine : profession ennemi public est un film documentaire français réalisé par Hervé Palud, sorti en salles le 1er février 1984 en France. À sa sortie, le film a été interdit aux moins de 16 ans, classification gardée pour sa parution en DVD le 3 mai 2006, édité par Wild Side Vidéo.
Quatre semaines après le documentaire, sortit le film Mesrine, long-métrage se concentrant sur les évènements ayant suivi son évasion de la prison de la Santé.
Le documentaire retrace le parcours de Jacques Mesrine, de son enfance, du parcours criminel de celui qui allait devenir l'« ennemi public n°1 », à sa mort, survenue Porte de Clignancourt, le 2 novembre 1979, à travers des images d'archives et des témoignages de proches.

## Fiche technique
- Titre : Jacques Mesrine: profession ennemi public
- Réalisation : Hervé Palud
- Scénario : Gilles Millet et Hervé Palud
- Photographie : Laurent Dailland et Pascal Marti
- Montage : Roland Baubeau
- Musique : Gilbert Slavin
- Société de production : Profil Productions
- Société de distribution : Les Films Molière
- Genre : documentaire, biographique
- Format : Couleur – 1,66:1 — Son monophonique
- Pays :  France
- Durée : 93 minutes
- Dates de sortie : 
  -  France : 1er février 1984
- Classification CNC[5] : tous publics (visa d'exploitation no 58022 délivré le 23 février 1984)

## Réception
Le film totalisa 10 069 entrées, pour sa première semaine, au box-office parisien.